# (18289) Yokoyamakoichi
(18289) Yokoyamakoichi est un astéroïde de la ceinture principale.

## Description
(18289) Yokoyamakoichi est un astéroïde de la ceinture principale. Il fut découvert le 22 octobre 1976 à Kiso par Hiroki Kosai et Kiichiro Hurukawa. Il présente une orbite caractérisée par un demi-grand axe de 2,81 UA, une excentricité de 0,18 et une inclinaison de 12,2° par rapport à l'écliptique.